# Raw Air 2019
Die 3. Raw Air 2019 war eine Reihe von Skisprungwettkämpfen, die als Teil des Skisprung-Weltcups 2018/19 zwischen dem 8. und 17. März 2019 stattfand. Die Wettkämpfe wurden wie üblich alle in Norwegen auf vier verschiedenen Schanzen ausgetragen, nämlich (in chronologischer Reihenfolge) auf den Großschanzen von Oslo, Lillehammer und Trondheim sowie auf der Skiflugschanze von Vikersund. Im Herbst 2018 wurden jedoch die Wettbewerbe von Vikersund aufgrund eines fehlenden Schanzenzertifikats zunächst abgesagt und ersatzlos gestrichen. Kurz vor Beginn der Saison gab der Internationale Skiverband dann jedoch bekannt, dass man einen Kompromiss gefunden habe und der letzte Teil der Raw Air wie geplant stattfinden könne.
Erstmals wurden 2019 bei der Raw Air auch Damenwettbewerbe ausgetragen. Diese absolvierten drei Einzelwettbewerbe in Oslo, Lillehammer und Trondheim.
Titelverteidiger der Raw Air 2018 war der Pole Kamil Stoch. Da im Teamwettbewerb der Herren in Oslo nur ein Durchgang ausgetragen wurde, zählten nur 15 Sprünge anstatt der geplanten 16 in die Gesamtwertung. Diese gewann der Japaner Ryōyū Kobayashi vor dem Österreicher Stefan Kraft und dem Norweger Robert Johansson. Die Gesamtwertung der Damen gewann die Norwegerin Maren Lundby vor den Deutschen Katharina Althaus und Juliane Seyfarth.

## Herren

### Teilnehmer
Es nahmen 79 Athleten aus 17 Nationen an der Raw Air der Herren 2019 teil:
| Nation             | Anzahl | Athleten |
| ------------------ | ------ | --- |
| Norwegen           | 13     | Joakim Aune, Andreas Granerud Buskum, Anders Fannemel, Johann André Forfang, Halvor Egner Granerud, Robert Johansson, Marius Lindvik, Thomas Aasen Markeng, Mats Bjerke Myhren, Robin Pedersen, Andreas Stjernen, Fredrik Villumstad, Oscar Westerheim |
| Bulgarien          | 01     | Wladimir Sografski |
| Deutschland        | 08     | Markus Eisenbichler, Richard Freitag, Karl Geiger, Martin Hamann, Stephan Leyhe, Pius Paschke, Constantin Schmid, Andreas Wellinger |
| Estland            | 02     | Artti Aigro, Martti Nõmme |
| Finnland           | 04     | Antti Aalto, Andreas Alamommo, Jarkko Määttä, Eetu Nousiainen |
| Frankreich         | 01     | Jonathan Learoyd |
| Italien            | 02     | Sebastian Colloredo, Alex Insam |
| Japan              | 06     | Daiki Itō, Noriaki Kasai, Junshirō Kobayashi, Ryōyū Kobayashi, Naoki Nakamura, Yukiya Satō |
| Kanada             | 02     | MacKenzie Boyd-Clowes, Matthew Soukup |
| Kasachstan         | 02     | Sabyrschan Muminow, Sergei Tkatschenko |
| Österreich         | 07     | Clemens Aigner, Philipp Aschenwald, Manuel Fettner, Michael Hayböck, Jan Hörl, Daniel Huber, Stefan Kraft |
| Polen              | 06     | Stefan Hula, Dawid Kubacki, Kamil Stoch, Paweł Wąsek, Jakub Wolny, Piotr Żyła |
| Russland           | 04     | Jewgeni Klimow, Michail Nasarow, Maxim Sergejew, Dmitri Wassiljew |
| Schweiz            | 06     | Simon Ammann, Luca Egloff, Sandro Hauswirth, Killian Peier, Dominik Peter, Andreas Schuler |
| Slowenien          | 07     | Jernej Damjan, Žiga Jelar, Anže Lanišek, Domen Prevc, Peter Prevc, Anže Semenič, Timi Zajc |
| Tschechien         | 05     | Lukáš Hlava, Roman Koudelka, Čestmír Kožíšek, Viktor Polášek, Tomáš Vančura |
| Vereinigte Staaten | 03     | Kevin Bickner, Casey Larson, Andrew Urlaub |

### Übersicht
| Datum         | Ort           | Schanze                  | Anmerkung         | Sieger                                                                      | Zweiter                                                                      | Dritter                                                                  | Führender        |
| ------------- | ------------- | ------------------------ | ----------------- | --------------------------------------------------------------------------- | ---------------------------------------------------------------------------- | ------------------------------------------------------------------------ | ---------------- |
| 08. März 2019 | Oslo          | Holmenkollbakken HS134   | Prolog            | Robert Johansson                                                            | Kamil Stoch                                                                  | Timi Zajc                                                                | Robert Johansson |
| 09. März 2019 | Oslo          | Holmenkollbakken HS134   | Team 1            | NorwegenJohann André Forfang Robin Pedersen Marius Lindvik Robert Johansson | JapanYukiya Satō Noriaki Kasai Junshirō Kobayashi Ryōyū Kobayashi            | ÖsterreichMichael Hayböck Manuel Fettner Philipp Aschenwald Stefan Kraft | Robert Johansson |
| 10. März 2019 | Oslo          | Holmenkollbakken HS134   | Einzel            | Robert Johansson                                                            | Stefan Kraft                                                                 | Peter Prevc                                                              | Robert Johansson |
| 11. März 2019 | Lillehammer   | Lysgårdsbakken HS140     | Prolog            | Junshirō Kobayashi                                                          | Ryōyū Kobayashi                                                              | Johann André Forfang                                                     | Robert Johansson |
| 12. März 2019 | Lillehammer   | Lysgårdsbakken HS140     | Einzel            | Stefan Kraft                                                                | Robert Johansson                                                             | Ryōyū Kobayashi                                                          | Robert Johansson |
| 13. März 2019 | Trondheim     | Granåsen skisenter HS138 | Prolog            | Stefan Kraft                                                                | Ryōyū Kobayashi                                                              | Dawid Kubacki                                                            | Stefan Kraft     |
| 14. März 2019 | Trondheim     | Granåsen skisenter HS138 | Einzel            | Ryōyū Kobayashi                                                             | Andreas Stjernen                                                             | Stefan Kraft                                                             | Stefan Kraft     |
| 15. März 2019 | Vikersund     | Vikersundbakken HS240    | Skifliegen Prolog | Ryōyū Kobayashi                                                             | Stefan Kraft                                                                 | Markus Eisenbichler                                                      | Stefan Kraft     |
| 16. März 2019 | Vikersund     | Vikersundbakken HS240    | Skifliegen Team   | SlowenienAnže Semenič Peter Prevc Domen Prevc Timi Zajc                     | DeutschlandConstantin Schmid Richard Freitag Karl Geiger Markus Eisenbichler | ÖsterreichMichael Hayböck Philipp Aschenwald Daniel Huber Stefan Kraft   | Stefan Kraft     |
| 17. März 2019 | Vikersund     | Vikersundbakken HS240    | Skifliegen Einzel | Domen Prevc                                                                 | Ryōyū Kobayashi                                                              | Stefan Kraft                                                             | Ryōyū Kobayashi  |
| Gesamtwertung | Gesamtwertung | Gesamtwertung            | Gesamtwertung     | Ryōyū Kobayashi                                                             | Stefan Kraft                                                                 | Robert Johansson                                                         | –                |

### Wettkämpfe

#### Oslo
Holmenkollbakken, HS134

##### Prolog
Der Prolog zum Einzelwettbewerb in Oslo fand am 8. März 2019 statt.
| Rang | Name                | Weite   | Punkte |
| ---- | ------------------- | ------- | ------ |
| 01.  | Robert Johansson    | 132,0 m | 140,6  |
| 02.  | Kamil Stoch         | 130,0 m | 136,1  |
| 03.  | Timi Zajc           | 129,5 m | 135,1  |
| 04.  | Stefan Kraft        | 131,0 m | 134,0  |
| 05.  | Yukiya Satō         | 132,5 m | 131,6  |
| 06.  | Ryōyū Kobayashi     | 127,5 m | 129,5  |
| 07.  | Michael Hayböck     | 129,0 m | 128,2  |
| 08.  | Markus Eisenbichler | 126,0 m | 127,8  |
| 09.  | Jakub Wolny         | 130,5 m | 127,7  |
| 10.  | Stephan Leyhe       | 123,5 m | 126,9  |
| 11.  | Killian Peier       | 125,0 m | 126,2  |
|      |                     |         |        |
| 16.  | Simon Ammann        | 129,0 m | 120,5  |
| 17.  | Karl Geiger         | 122,5 m | 120,4  |
| 18.  | Philipp Aschenwald  | 124,0 m | 119,5  |
| 22.  | Manuel Fettner      | 122,0 m | 115,1  |
| 29.  | Daniel Huber        | 119,5 m | 111,4  |
| 29.  | Constantin Schmid   | 123,0 m | 111,4  |
| 34.  | Luca Egloff         | 123,0 m | 109,2  |
| 40.  | Andreas Wellinger   | 114,0 m | 107,4  |
| 41.  | Martin Hamann       | 122,0 m | 106,9  |
| 42.  | Clemens Aigner      | 118,5 m | 106,6  |
| 44.  | Jan Hörl            | 122,0 m | 103,5  |
|      |                     |         |        |
| 52.  | Andreas Schuler     | 117,5 m | 098,1  |
| 66.  | Pius Paschke        | 104,0 m | 078,7  |

##### Team
Der Teamwettbewerb in Oslo fand am 9. März 2019 statt. Aufgrund starken Windes und den daraus folgenden Verzögerungen im Ablauf wurde nur ein Durchgang ausgetragen. In diesem Durchgang stellte der Norweger Robert Johansson mit 144,0 Metern einen neuen Schanzenrekord auf und übertraf damit den alten Rekord des Österreichers Andreas Kofler aus dem Jahr 2011 um drei Meter.
| Rang | Team                                                                        | Punkte |
| ---- | --------------------------------------------------------------------------- | ------ |
| 01.  | NorwegenJohann André Forfang Robin Pedersen Marius Lindvik Robert Johansson | 469,8  |
| 02.  | JapanYukiya Satō Noriaki Kasai Junshirō Kobayashi Ryōyū Kobayashi           | 456,8  |
| 03.  | ÖsterreichMichael Hayböck Manuel Fettner Philipp Aschenwald Stefan Kraft    | 454,4  |
| 04.  | PolenPiotr Żyła Jakub Wolny Dawid Kubacki Kamil Stoch                       | 440,9  |
| 05.  | DeutschlandKarl Geiger Constantin Schmid Stephan Leyhe Markus Eisenbichler  | 437,9  |
| 06.  | SlowenienPeter Prevc Anže Lanišek Domen Prevc Timi Zajc                     | 419,4  |
| 07.  | TschechienViktor Polášek Lukáš Hlava Čestmír Kožíšek Roman Koudelka         | 391,5  |
| 08.  | SchweizLuca Egloff Andreas Schuler Simon Ammann Killian Peier               | 365,5  |
|      |                                                                             |        |
| 09.  | RusslandDmitri Wassiljew Maxim Sergejew Michail Nasarow Jewgeni Klimow      | 353,2  |
| 10.  | FinnlandEetu Nousiainen Jarkko Määttä Andreas Alamommo Antti Aalto          | 306,0  |

##### Einzel
Der Einzelwettbewerb in Oslo fand am 10. März 2019 statt.
| Rang | Name                 | Weite 1 | Weite 2 | Punkte |
| ---- | -------------------- | ------- | ------- | ------ |
| 01.  | Robert Johansson     | 127,0 m | 129,5 m | 262,0  |
| 02.  | Stefan Kraft         | 134,0 m | 126,0 m | 258,3  |
| 03.  | Peter Prevc          | 125,5 m | 129,0 m | 252,8  |
| 04.  | Philipp Aschenwald   | 127,0 m | 130,5 m | 250,2  |
| 05.  | Ryōyū Kobayashi      | 127,0 m | 126,0 m | 250,1  |
| 06.  | Domen Prevc          | 129,0 m | 123,5 m | 245,7  |
| 07.  | Roman Koudelka       | 127,5 m | 130,0 m | 244,8  |
| 08.  | Yukiya Satō          | 130,0 m | 126,0 m | 244,4  |
| 09.  | Johann André Forfang | 121,0 m | 130,0 m | 241,4  |
| 10.  | Markus Eisenbichler  | 120,0 m | 132,5 m | 237,8  |
| 11.  | Junshirō Kobayashi   | 125,0 m | 125,5 m | 233,3  |
| 12.  | Simon Ammann         | 119,0 m | 125,0 m | 232,6  |
| 13.  | Kamil Stoch          | 125,5 m | 117,0 m | 232,0  |
| 14.  | Timi Zajc            | 124,5 m | 120,0 m | 230,8  |
| 15.  | Daniel Huber         | 132,0 m | 116,5 m | 230,7  |

| Rang | Name              | Weite 1 | Weite 2 | Punkte |
| ---- | ----------------- | ------- | ------- | ------ |
| 16.  | Robin Pedersen    | 125,5 m | 120,5 m | 229,6  |
| 17.  | Karl Geiger       | 119,0 m | 124,0 m | 229,5  |
| 18.  | Antti Aalto       | 127,0 m | 120,0 m | 229,2  |
| 19.  | Jakub Wolny       | 124,0 m | 124,0 m | 228,9  |
| 20.  | Killian Peier     | 119,0 m | 126,0 m | 226,3  |
| 21.  | Constantin Schmid | 122,5 m | 123,5 m | 224,9  |
| 22.  | Jewgeni Klimow    | 121,0 m | 123,0 m | 220,2  |
| 23.  | Michael Hayböck   | 118,0 m | 125,5 m | 218,2  |
| 24.  | Dawid Kubacki     | 123,0 m | 115,0 m | 215,5  |
| 25.  | Clemens Aigner    | 116,5 m | 122,0 m | 212,6  |
| 26.  | Piotr Żyła        | 124,0 m | 113,5 m | 210,5  |
| 27.  | Manuel Fettner    | 120,0 m | 119,0 m | 210,2  |
| 28.  | Noriaki Kasai     | 114,0 m | 115,0 m | 197,7  |
| 29.  | Lukáš Hlava       | 117,5 m | 112,0 m | 195,5  |
| 30.  | Viktor Polášek    | 119,5 m | 108,0 m | 192,5  |

#### Lillehammer

##### Prolog
Lysgårdsbakken, HS140
Der Prolog zum Einzelwettbewerb in Lillehammer fand am 11. März 2019 statt.
| Rang | Name                 | Weite   | Punkte |
| ---- | -------------------- | ------- | ------ |
| 01.  | Junshirō Kobayashi   | 139,5 m | 143,1  |
| 02.  | Ryōyū Kobayashi      | 137,0 m | 140,8  |
| 03.  | Johann André Forfang | 143,5 m | 138,0  |
| 04.  | Stefan Kraft         | 131,5 m | 135,2  |
| 05.  | Simon Ammann         | 135,0 m | 134,9  |
| 06.  | Andreas Stjernen     | 136,5 m | 132,5  |
| 07.  | Timi Zajc            | 134,0 m | 132,3  |
| 08.  | Kamil Stoch          | 131,5 m | 130,0  |
| 08.  | Robert Johansson     | 131,0 m | 130,0  |
| 10.  | Karl Geiger          | 134,5 m | 128,9  |
|      |                      |         |        |
| 16.  | Constantin Schmid    | 133,5 m | 124,0  |
| 18.  | Markus Eisenbichler  | 132,5 m | 122,6  |
| 19.  | Daniel Huber         | 127,0 m | 122,2  |
| 20.  | Philipp Aschenwald   | 126,0 m | 120,1  |
| 21.  | Killian Peier        | 129,0 m | 119,4  |
| 22.  | Pius Paschke         | 133,5 m | 119,3  |
| 27.  | Michael Hayböck      | 127,0 m | 116,4  |
| 28.  | Stephan Leyhe        | 127,5 m | 116,0  |
| 37.  | Andreas Wellinger    | 122,0 m | 107,7  |
| 41.  | Clemens Aigner       | 124,0 m | 106,0  |
| 43.  | Jan Hörl             | 124,5 m | 104,3  |
| 45.  | Luca Egloff          | 123,5 m | 102,5  |
| 50.  | Manuel Fettner       | 119,5 m | 099,4  |
|      |                      |         |        |
| 61.  | Martin Hamann        | 116,5 m | 092,7  |
| 62.  | Andreas Schuler      | 122,0 m | 092,3  |

##### Einzel
Der Einzelwettbewerb in Lillehammer fand am 12. März 2019 statt.
| Rang | Name                 | Weite 1 | Weite 2 | Punkte |
| ---- | -------------------- | ------- | ------- | ------ |
| 01.  | Stefan Kraft         | 139,0 m | 141,0 m | 285,7  |
| 02.  | Robert Johansson     | 135,0 m | 138,5 m | 273,3  |
| 03.  | Ryōyū Kobayashi      | 130,0 m | 137,0 m | 261,7  |
| 04.  | Kamil Stoch          | 130,0 m | 137,0 m | 260,2  |
| 05.  | Johann André Forfang | 124,5 m | 138,5 m | 254,1  |
| 06.  | Junshirō Kobayashi   | 138,0 m | 127,5 m | 249,1  |
| 07.  | Domen Prevc          | 135,0 m | 132,5 m | 247,9  |
| 08.  | Dawid Kubacki        | 133,0 m | 126,5 m | 243,5  |
| 09.  | Philipp Aschenwald   | 138,5 m | 130,5 m | 243,1  |
| 10.  | Killian Peier        | 133,0 m | 128,0 m | 242,4  |
| 11.  | Jewgeni Klimow       | 131,0 m | 128,5 m | 242,3  |
| 12.  | Simon Ammann         | 133,5 m | 134,0 m | 241,2  |
| 13.  | Marius Lindvik       | 130,5 m | 134,5 m | 237,8  |
| 14.  | Andreas Wellinger    | 127,5 m | 132,0 m | 231,7  |
| 15.  | Markus Eisenbichler  | 122,0 m | 129,0 m | 230,3  |

| Rang | Name                  | Weite 1 | Weite 2 | Punkte |
| ---- | --------------------- | ------- | ------- | ------ |
| 16.  | Michael Hayböck       | 126,5 m | 130,0 m | 228,0  |
| 17.  | Manuel Fettner        | 129,0 m | 126,5 m | 226,0  |
| 18.  | Robin Pedersen        | 136,0 m | 118,5 m | 225,8  |
| 19.  | Daniel Huber          | 137,5 m | 117,5 m | 224,7  |
| 20.  | Karl Geiger           | 122,5 m | 126,5 m | 224,5  |
| 21.  | Jakub Wolny           | 124,5 m | 129,0 m | 224,2  |
| 22.  | Roman Koudelka        | 121,5 m | 125,5 m | 221,5  |
| 23.  | Stephan Leyhe         | 132,0 m | 121,0 m | 219,7  |
| 24.  | Stefan Hula           | 126,0 m | 122,5 m | 218,9  |
| 25.  | Antti Aalto           | 120,5 m | 127,5 m | 216,7  |
| 26.  | Peter Prevc           | 131,5 m | 122,0 m | 214,8  |
| 27.  | Yukiya Satō           | 131,0 m | 118,0 m | 209,1  |
| 28.  | Constantin Schmid     | 128,5 m | 116,0 m | 206,2  |
| 29.  | MacKenzie Boyd-Clowes | 129,0 m | 103,0 m | 180,6  |
| 30.  | Andreas Stjernen      | 125,5 m | 107,0 m | 180,0  |

#### Trondheim
Granåsen Skisenter, HS138

##### Prolog
Der Prolog zum Einzelwettbewerb in Trondheim fand am 13. März 2019 statt.
| Rang | Name                 | Weite   | Punkte |
| ---- | -------------------- | ------- | ------ |
| 01.  | Stefan Kraft         | 135,5 m | 138,5  |
| 02.  | Ryōyū Kobayashi      | 130,5 m | 127,1  |
| 03.  | Dawid Kubacki        | 130,0 m | 126,8  |
| 04.  | Timi Zajc            | 126,5 m | 122,4  |
| 05.  | Johann André Forfang | 127,0 m | 121,5  |
| 06.  | Jewgeni Klimow       | 128,5 m | 121,2  |
| 07.  | Andreas Stjernen     | 127,5 m | 121,1  |
| 08.  | Robert Johansson     | 128,0 m | 120,3  |
| 09.  | Markus Eisenbichler  | 126,5 m | 120,1  |
| 10.  | Constantin Schmid    | 126,0 m | 119,9  |
| 11.  | Philipp Aschenwald   | 124,5 m | 115,5  |
| 12.  | Killian Peier        | 124,5 m | 115,3  |
| 13.  | Richard Freitag      | 122,5 m | 113,1  |
|      |                      |         |        |
| 17.  | Michael Hayböck      | 121,0 m | 110,3  |
| 20.  | Daniel Huber         | 121,5 m | 108,9  |
| 23.  | Karl Geiger          | 120,0 m | 107,9  |
| 24.  | Manuel Fettner       | 120,5 m | 107,5  |
| 25.  | Simon Ammann         | 120,0 m | 107,1  |
| 29.  | Stephan Leyhe        | 119,5 m | 105,6  |
| 33.  | Andreas Wellinger    | 119,0 m | 101,9  |
| 45.  | Pius Paschke         | 114,0 m | 093,8  |
| 48.  | Jan Hörl             | 114,5 m | 092,9  |
| 49.  | Clemens Aigner       | 114,0 m | 092,5  |
|      |                      |         |        |
| 52.  | Sandro Hauswirth     | 112,0 m | 090,4  |
| 56.  | Dominik Peter        | 110,0 m | 085,9  |

##### Einzel
Der Einzelwettbewerb in Trondheim fand am 14. März 2019 statt.
| Rang | Name                 | Weite 1 | Weite 2 | Punkte |
| ---- | -------------------- | ------- | ------- | ------ |
| 01.  | Ryōyū Kobayashi      | 141,0 m | 141,5 m | 298,4  |
| 02.  | Andreas Stjernen     | 137,0 m | 137,0 m | 288,0  |
| 03.  | Stefan Kraft         | 136,5 m | 135,0 m | 280,5  |
| 04.  | Timi Zajc            | 136,0 m | 132,5 m | 277,1  |
| 05.  | Johann André Forfang | 134,0 m | 132,5 m | 275,6  |
| 06.  | Jewgeni Klimow       | 135,5 m | 131,5 m | 273,8  |
| 07.  | Richard Freitag      | 132,0 m | 132,5 m | 273,4  |
| 08.  | Karl Geiger          | 134,5 m | 131,5 m | 272,8  |
| 09.  | Markus Eisenbichler  | 135,0 m | 132,0 m | 272,7  |
| 10.  | Robert Johansson     | 135,0 m | 132,0 m | 270,6  |
| 11.  | Piotr Żyła           | 133,5 m | 132,5 m | 268,8  |
| 12.  | Peter Prevc          | 131,0 m | 130,5 m | 265,4  |
| 13.  | Jakub Wolny          | 126,5 m | 133,5 m | 263,5  |
| 14.  | Killian Peier        | 129,5 m | 130,0 m | 262,2  |
| 15.  | Simon Ammann         | 127,0 m | 134,5 m | 260,6  |

| Rang | Name               | Weite 1 | Weite 2 | Punkte |
| ---- | ------------------ | ------- | ------- | ------ |
| 16.  | Daiki Itō          | 129,0 m | 128,0 m | 257,4  |
| 17.  | Kamil Stoch        | 132,0 m | 130,5 m | 256,8  |
| 18.  | Dawid Kubacki      | 126,5 m | 134,5 m | 256,5  |
| 19.  | Philipp Aschenwald | 127,0 m | 130,5 m | 253,0  |
| 20.  | Junshirō Kobayashi | 132,5 m | 124,0 m | 250,8  |
| 21.  | Roman Koudelka     | 126,5 m | 128,0 m | 250,5  |
| 22.  | Yukiya Satō        | 128,5 m | 130,0 m | 250,1  |
| 23.  | Viktor Polášek     | 123,5 m | 127,5 m | 248,8  |
| 24.  | Constantin Schmid  | 127,5 m | 123,5 m | 244,8  |
| 25.  | Michael Hayböck    | 122,5 m | 127,0 m | 241,4  |
| 26.  | Manuel Fettner     | 126,5 m | 125,5 m | 241,1  |
| 27.  | Robin Pedersen     | 122,0 m | 127,0 m | 240,2  |
| 28.  | Naoki Nakamura     | 123,0 m | 126,0 m | 239,6  |
| 29.  | Antti Aalto        | 125,0 m | 126,0 m | 238,8  |
| 30.  | Marius Lindvik     | 123,0 m | 124,5 m | 237,3  |

#### Vikersund
Vikersundbakken, HS240

##### Prolog
Der Prolog zum Einzelwettbewerb in Vikersund fand am 15. März 2019 statt.
| Rang | Name                 | Weite   | Punkte |
| ---- | -------------------- | ------- | ------ |
| 01.  | Ryōyū Kobayashi      | 232,0 m | 213,6  |
| 02.  | Stefan Kraft         | 230,0 m | 210,7  |
| 03.  | Markus Eisenbichler  | 221,0 m | 197,5  |
| 04.  | Timi Zajc            | 219,5 m | 195,6  |
| 05.  | Dmitri Wassiljew     | 224,0 m | 192,3  |
| 06.  | Dawid Kubacki        | 214,5 m | 190,2  |
| 07.  | Antti Aalto          | 214,5 m | 188,7  |
| 08.  | Robert Johansson     | 212,0 m | 187,6  |
| 09.  | Constantin Schmid    | 212,5 m | 187,3  |
| 10.  | Johann André Forfang | 210,0 m | 185,5  |
|      |                      |         |        |
| 13.  | Simon Ammann         | 207,5 m | 181,1  |
| 14.  | Michael Hayböck      | 206,5 m | 180,1  |
| 16.  | Richard Freitag      | 207,0 m | 177,6  |
| 22.  | Andreas Wellinger    | 201,0 m | 170,1  |
| 23.  | Manuel Fettner       | 199,5 m | 168,7  |
| 27.  | Karl Geiger          | 198,0 m | 165,2  |
| 34.  | Daniel Huber         | 193,0 m | 160,1  |
| 36.  | Pius Paschke         | 193,5 m | 155,8  |
| 38.  | Dominik Peter        | 190,0 m | 154,3  |
| 39.  | Killian Peier        | 187,0 m | 153,2  |
|      |                      |         |        |
| 43.  | Philipp Aschenwald   | 189,0 m | 151,1  |
| 56.  | Clemens Aigner       | 167,5 m | 125,4  |
| 57.  | Sandro Hauswirth     | 166,5 m | 124,0  |
| 60.  | Jan Hörl             | 162,0 m | 119,2  |

##### Team
Der Teamwettbewerb in Vikersund fand am 16. März 2019 statt.
| Rang | Team                                                                         | Punkte |
| ---- | ---------------------------------------------------------------------------- | ------ |
| 01.  | SlowenienAnže Semenič Peter Prevc Domen Prevc Timi Zajc                      | 1632,9 |
| 02.  | DeutschlandConstantin Schmid Richard Freitag Karl Geiger Markus Eisenbichler | 1606,3 |
| 03.  | ÖsterreichMichael Hayböck Philipp Aschenwald Daniel Huber Stefan Kraft       | 1562,8 |
| 04.  | PolenPiotr Żyła Jakub Wolny Dawid Kubacki Kamil Stoch                        | 1546,2 |
| 05.  | JapanYukiya Satō Naoki Nakamura Junshirō Kobayashi Ryōyū Kobayashi           | 1530,1 |
| 06.  | NorwegenJohann André Forfang Anders Fannemel Marius Lindvik Robert Johansson | 1503,6 |
| 07.  | RusslandMaxim Sergejew Michail Nasarow Jewgeni Klimow Dmitri Wassiljew       | 1341,2 |
| 08.  | SchweizSandro Hauswirth Dominik Peter Killian Peier Simon Ammann             | 1334,6 |
|      |                                                                              |        |
| 09.  | FinnlandJarkko Määttä Andreas Alamommo Eetu Nousiainen Antti Aalto           | 0615,8 |
| 10.  | TschechienViktor Polášek Tomáš Vančura Čestmír Kožíšek Roman Koudelka        | 0562,4 |

##### Einzel
Der Einzelwettbewerb in Vikersund fand am 17. März 2019 statt.
| Rang | Name                 | Weite 1 | Weite 2 | Punkte |
| ---- | -------------------- | ------- | ------- | ------ |
| 01.  | Domen Prevc          | 241,0 m | 232,5 m | 454,7  |
| 02.  | Ryōyū Kobayashi      | 237,0 m | 239,0 m | 454,6  |
| 03.  | Stefan Kraft         | 236,5 m | 229,5 m | 443,2  |
| 04.  | Jakub Wolny          | 230,0 m | 225,5 m | 438,8  |
| 05.  | Markus Eisenbichler  | 223,0 m | 230,0 m | 434,3  |
| 06.  | Robert Johansson     | 237,0 m | 224,0 m | 431,6  |
| 07.  | Johann André Forfang | 229,5 m | 217,5 m | 420,3  |
| 08.  | Simon Ammann         | 224,0 m | 215,5 m | 416,3  |
| 09.  | Piotr Żyła           | 212,0 m | 232,0 m | 408,9  |
| 10.  | Dawid Kubacki        | 214,5 m | 225,0 m | 405,3  |
| 11.  | Andreas Wellinger    | 216,5 m | 214,0 m | 404,6  |
| 12.  | Kamil Stoch          | 207,5 m | 225,5 m | 397,8  |
| 13.  | Richard Freitag      | 211,5 m | 225,0 m | 391,7  |
| 14.  | Jewgeni Klimow       | 215,5 m | 221,5 m | 391,0  |
| 15.  | Yukiya Satō          | 213,0 m | 216,5 m | 388,9  |

| Rang | Name                  | Weite 1 | Weite 2 | Punkte |
| ---- | --------------------- | ------- | ------- | ------ |
| 16.  | Peter Prevc           | 201,5 m | 220,5 m | 383,4  |
| 17.  | Daniel Huber          | 214,5 m | 213,0 m | 381,5  |
| 18.  | Antti Aalto           | 202,0 m | 217,0 m | 380,8  |
| 19.  | Anže Semenič          | 212,0 m | 192,0 m | 379,2  |
| 20.  | Constantin Schmid     | 206,0 m | 215,5 m | 375,8  |
| 21.  | Michael Hayböck       | 202,0 m | 215,5 m | 374,2  |
| 22.  | Karl Geiger           | 204,0 m | 209,0 m | 371,9  |
| 23.  | Marius Lindvik        | 200,5 m | 213,0 m | 371,8  |
| 24.  | MacKenzie Boyd-Clowes | 188,5 m | 212,5 m | 370,2  |
| 25.  | Timi Zajc             | 202,5 m | 209,5 m | 366,8  |
| 26.  | Anders Fannemel       | 201,0 m | 204,0 m | 364,9  |
| 27.  | Dmitri Wassiljew      | 197,0 m | 202,0 m | 363,2  |
| 28.  | Halvor Egner Granerud | 194,5 m | 201,5 m | 358,5  |
| 29.  | Naoki Nakamura        | 192,5 m | 194,0 m | 348,8  |
| 30.  | Michail Nasarow       | 199,0 m | 192,0 m | 343,3  |

### Gesamtwertung
| Rang | Name                  | Punkte |
| ---- | --------------------- | ------ |
| 01.  | Ryōyū Kobayashi       | 2461,5 |
| 02.  | Stefan Kraft          | 2458,6 |
| 03.  | Robert Johansson      | 2351,6 |
| 04.  | Markus Eisenbichler   | 2296,8 |
| 05.  | Johann André Forfang  | 2265,3 |
| 06.  | Simon Ammann          | 2196,5 |
| 07.  | Dawid Kubacki         | 2196,0 |
| 08.  | Jakub Wolny           | 2187,1 |
| 09.  | Kamil Stoch           | 2147,6 |
| 10.  | Jewgeni Klimow        | 2144,1 |
| 11.  | Karl Geiger           | 2131,0 |
| 12.  | Peter Prevc           | 2122,7 |
| 13.  | Yukiya Satō           | 2106,0 |
| 14.  | Michael Hayböck       | 2075,0 |
| 15.  | Constantin Schmid     | 2074,5 |
| 16.  | Timi Zajc             | 2067,0 |
| 17.  | Piotr Żyła            | 2050,6 |
| 18.  | Domen Prevc           | 2013,4 |
| 19.  | Junshirō Kobayashi    | 1932,5 |
| 20.  | Antti Aalto           | 1885,2 |
| 21.  | Killian Peier         | 1847,0 |
| 22.  | Daniel Huber          | 1828,8 |
| 23.  | Marius Lindvik        | 1797,5 |
| 24.  | Philipp Aschenwald    | 1734,1 |
| 25.  | Roman Koudelka        | 1611,7 |
| 26.  | Michail Nasarow       | 1567,7 |
| 27.  | Dmitri Wassiljew      | 1518,6 |
| 28.  | Robin Pedersen        | 1469,1 |
| 29.  | Viktor Polášek        | 1456,9 |
| 30.  | Manuel Fettner        | 1447,8 |
| 31.  | Naoki Nakamura        | 1401,2 |
| 32.  | Richard Freitag       | 1361,3 |
| 33.  | Andreas Wellinger     | 1333,3 |
| 34.  | MacKenzie Boyd-Clowes | 1243,7 |
| 35.  | Anže Semenič          | 1201,2 |
| 36.  | Anders Fannemel       | 1072,0 |
| 37.  | Halvor Egner Granerud | 1017,0 |
| 38.  | Andreas Stjernen      | 0909,9 |
| 39.  | Stefan Hula           | 0899,0 |
| 40.  | Daiki Itō             | 0893,6 |

| Rang | Name                    | Punkte |
| ---- | ----------------------- | ------ |
| 41.  | Anže Lanišek            | 0889,3 |
| 42.  | Noriaki Kasai           | 0873,6 |
| 43.  | Clemens Aigner          | 0862,9 |
| 44.  | Jarkko Määttä           | 0859,3 |
| 45.  | Sergei Tkatschenko      | 0806,8 |
| 46.  | Pius Paschke            | 0787,2 |
| 47.  | Stephan Leyhe           | 0782,5 |
| 48.  | Jonathan Learoyd        | 0759,8 |
| 49.  | Jan Hörl                | 0718,6 |
| 50.  | Čestmír Kožíšek         | 0707,7 |
| 51.  | Dominik Peter           | 0702,1 |
| 52.  | Eetu Nousiainen         | 0661,7 |
| 53.  | Thomas Aasen Markeng    | 0646,5 |
| 54.  | Paweł Wąsek             | 0602,9 |
| 55.  | Maxim Sergejew          | 0600,4 |
| 56.  | Sebastian Colloredo     | 0571,6 |
| 57.  | Andreas Alamommo        | 0536,1 |
| 58.  | Kevin Bickner           | 0532,7 |
| 59.  | Wladimir Sografski      | 0491,6 |
| 60.  | Sandro Hauswirth        | 0489,7 |
| 61.  | Luca Egloff             | 0474,0 |
| 62.  | Alex Insam              | 0438,9 |
| 63.  | Matthew Soukup          | 0403,4 |
| 64.  | Lukáš Hlava             | 0397,2 |
| 65.  | Jernej Damjan           | 0382,3 |
| 66.  | Casey Larson            | 0370,2 |
| 67.  | Artti Aigro             | 0364,0 |
| 68.  | Sabyrschan Muminow      | 0332,9 |
| 69.  | Žiga Jelar              | 0300,3 |
| 70.  | Martin Hamann           | 0289,4 |
| 71.  | Andreas Schuler         | 0287,5 |
| 72.  | Tomáš Vančura           | 0271,9 |
| 73.  | Martti Nõmme            | 0264,9 |
| 74.  | Oscar Westerheim        | 0244,9 |
| 75.  | Andreas Granerud Buskum | 0203,9 |
| 76.  | Mats Bjerke Myhren      | 0191,5 |
| 77.  | Joakim Aune             | 0186,6 |
| 78.  | Fredrik Villumstad      | 0179,0 |
| 79.  | Andrew Urlaub           | 0125,8 |

## Damen

### Teilnehmerinnen
Es nahmen 46 Athletinnen aus 14 Nationen an der Raw Air der Damen 2019 teil:
| Nation             | Anzahl | Athletinnen                                                                                   |
| ------------------ | ------ | --------------------------------------------------------------------------------------------- |
| Norwegen           | 5      | Ingebjørg Saglien Bråten, Maren Lundby, Silje Opseth, Karoline Røstad, Anna Odine Strøm       |
| Deutschland        | 6      | Katharina Althaus, Anna Rupprecht, Juliane Seyfarth, Ramona Straub, Carina Vogt, Svenja Würth |
| Finnland           | 2      | Susanna Forsström, Julia Kykkänen                                                             |
| Frankreich         | 2      | Lucile Morat, Joséphine Pagnier                                                               |
| Italien            | 2      | Lara Malsiner, Elena Runggaldier                                                              |
| Japan              | 6      | Yūki Itō, Kaori Iwabuchi, Nozomi Maruyama, Shihori Ōi, Yūka Setō, Sara Takanashi              |
| Österreich         | 4      | Chiara Hölzl, Daniela Iraschko-Stolz, Eva Pinkelnig, Jacqueline Seifriedsberger               |
| Polen              | 2      | Kamila Karpiel, Kinga Rajda                                                                   |
| Rumänien           | 1      | Daniela Haralambie                                                                            |
| Russland           | 4      | Lidija Jakowlewa, Xenija Kablukowa, Alexandra Kustowa, Sofja Tichonowa                        |
| Schweden           | 1      | Astrid Norstedt                                                                               |
| Slowenien          | 6      | Urša Bogataj, Jerneja Brecl, Katra Komar, Nika Križnar, Špela Rogelj, Maja Vtič               |
| Tschechien         | 3      | Karolína Indráčková, Zdeňka Pešatová, Štěpánka Ptáčková                                       |
| Vereinigte Staaten | 2      | Nita Englund, Nina Lussi                                                                      |

### Übersicht
| Datum         | Ort           | Schanze                  | Anmerkung     | Siegerin               | Zweite                         | Dritte            | Führende               |
| ------------- | ------------- | ------------------------ | ------------- | ---------------------- | ------------------------------ | ----------------- | ---------------------- |
| 09. März 2019 | Oslo          | Holmenkollbakken HS134   | Prolog        | Maren Lundby           | Katharina Althaus              | Juliane Seyfarth  | Maren Lundby           |
| 10. März 2019 | Oslo          | Holmenkollbakken HS134   | Einzel        | Daniela Iraschko-Stolz | Juliane Seyfarth               | Katharina Althaus | Daniela Iraschko-Stolz |
| 11. März 2019 | Lillehammer   | Lysgårdsbakken HS140     | Prolog        | Maren Lundby           | Katharina Althaus Nika Križnar | –                 | Maren Lundby           |
| 12. März 2019 | Lillehammer   | Lysgårdsbakken HS140     | Einzel        | Maren Lundby           | Katharina Althaus              | Eva Pinkelnig     | Maren Lundby           |
| 13. März 2019 | Trondheim     | Granåsen skisenter HS138 | Prolog        | Maren Lundby           | Eva Pinkelnig                  | Yūki Itō          | Maren Lundby           |
| 14. März 2019 | Trondheim     | Granåsen skisenter HS138 | Einzel        | Maren Lundby           | Juliane Seyfarth               | Eva Pinkelnig     | Maren Lundby           |
| Gesamtwertung | Gesamtwertung | Gesamtwertung            | Gesamtwertung | Maren Lundby           | Katharina Althaus              | Juliane Seyfarth  | –                      |

### Wettkämpfe

#### Oslo
Holmenkollbakken, HS134

##### Prolog
Der Prolog zum Einzelwettbewerb in Oslo fand am 9. März 2019 statt.
| Rang | Name                       | Weite   | Punkte |
| ---- | -------------------------- | ------- | ------ |
| 01.  | Maren Lundby               | 133,5 m | 134,7  |
| 02.  | Katharina Althaus          | 127,0 m | 126,1  |
| 03.  | Juliane Seyfarth           | 125,0 m | 120,0  |
| 04.  | Yūki Itō                   | 120,0 m | 118,3  |
| 05.  | Sara Takanashi             | 123,0 m | 117,7  |
| 06.  | Alexandra Kustowa          | 124,5 m | 114,4  |
| 07.  | Ramona Straub              | 123,5 m | 113,0  |
| 08.  | Daniela Iraschko-Stolz     | 118,0 m | 112,3  |
| 09.  | Jacqueline Seifriedsberger | 121,0 m | 110,9  |
| 10.  | Carina Vogt                | 117,0 m | 109,9  |
|      |                            |         |        |
| 13.  | Chiara Hölzl               | 115,5 m | 102,9  |
| 16.  | Eva Pinkelnig              | 107,5 m | 090,4  |
| 28.  | Svenja Würth               | 107,0 m | 078,4  |
| 32.  | Anna Rupprecht             | 100,5 m | 073,4  |

##### Einzel
Der Einzelwettbewerb in Oslo fand am 10. März 2019 statt.
| Rang | Name                   | Weite 1 | Weite 2 | Punkte |
| ---- | ---------------------- | ------- | ------- | ------ |
| 01.  | Daniela Iraschko-Stolz | 120,0 m | 121,0 m | 209,0  |
| 02.  | Juliane Seyfarth       | 114,5 m | 121,0 m | 194,3  |
| 03.  | Katharina Althaus      | 111,5 m | 119,5 m | 193,3  |
| 04.  | Sara Takanashi         | 119,5 m | 111,5 m | 192,1  |
| 05.  | Maren Lundby           | 119,0 m | 109,0 m | 186,5  |
| 06.  | Chiara Hölzl           | 120,5 m | 108,0 m | 184,3  |
| 07.  | Ramona Straub          | 117,0 m | 118,5 m | 180,8  |
| 08.  | Nika Križnar           | 107,5 m | 117,5 m | 176,0  |
| 09.  | Anna Odine Strøm       | 109,0 m | 113,5 m | 175,8  |
| 10.  | Yūki Itō               | 110,5 m | 111,0 m | 169,4  |
| 11.  | Eva Pinkelnig          | 115,0 m | 104,0 m | 167,7  |
| 12.  | Yūka Setō              | 107,0 m | 112,0 m | 165,2  |
| 13.  | Špela Rogelj           | 108,0 m | 105,5 m | 154,8  |
| 14.  | Nozomi Maruyama        | 096,0 m | 114,0 m | 153,9  |
| 15.  | Urša Bogataj           | 101,0 m | 108,5 m | 151,3  |

| Rang | Name                       | Weite 1 | Weite 2 | Punkte |
| ---- | -------------------------- | ------- | ------- | ------ |
| 16.  | Sofja Tichonowa            | 102,0 m | 107,0 m | 150,6  |
| 17.  | Silje Opseth               | 105,5 m | 099,5 m | 148,9  |
| 18.  | Carina Vogt                | 095,0 m | 112,5 m | 145,5  |
| 19.  | Jerneja Brecl              | 112,0 m | 091,0 m | 142,1  |
| 20.  | Lara Malsiner              | 097,5 m | 110,0 m | 137,5  |
| 21.  | Jacqueline Seifriedsberger | 096,5 m | 096,5 m | 127,8  |
| 22.  | Julia Kykkänen             | 101,0 m | 089,5 m | 124,7  |
| 23.  | Alexandra Kustowa          | 103,0 m | 094,0 m | 120,7  |
| 24.  | Anna Rupprecht             | 096,5 m | 088,0 m | 105,8  |
| 25.  | Štěpánka Ptáčková          | 092,0 m | 095,0 m | 105,1  |
| 26.  | Svenja Würth               | 090,0 m | 089,5 m | 103,2  |
| 27.  | Karolína Indráčková        | 098,0 m | 076,5 m | 089,0  |
| 28.  | Shihori Ōi                 | 089,0 m | 089,5 m | 088,7  |
| 29.  | Kaori Iwabuchi             | 095,0 m | 080,0 m | 088,2  |
| 30.  | Lidija Jakowlewa           | 091,0 m | 079,0 m | 082,1  |

#### Lillehammer

##### Prolog
Lysgårdsbakken, HS140
Der Prolog zum Einzelwettbewerb in Lillehammer fand am 11. März 2019 statt. Mit einem Sprung auf 141,5 Metern stellte die Norwegerin Maren Lundby einen neuen Schanzenrekord auf und übertraf damit den alten Rekord der Deutschen Katharina Althaus aus dem Jahr 2018 um zwei Meter. Dies war zudem ihre persönliche Bestweite und die größte Weite, die jemals eine Frau in einem FIS-Wettbewerb (Winter und Sommer) erreicht hat.
| Rang | Name                       | Weite   | Punkte |
| ---- | -------------------------- | ------- | ------ |
| 01.  | Maren Lundby               | 141,5 m | 152,1  |
| 02.  | Katharina Althaus          | 131,0 m | 138,8  |
| 02.  | Nika Križnar               | 131,0 m | 138,8  |
| 04.  | Eva Pinkelnig              | 132,5 m | 138,5  |
| 05.  | Alexandra Kustowa          | 135,5 m | 136,7  |
| 06.  | Chiara Hölzl               | 130,5 m | 133,4  |
| 07.  | Jerneja Brecl              | 128,5 m | 130,1  |
| 08.  | Sara Takanashi             | 124,5 m | 129,9  |
| 09.  | Juliane Seyfarth           | 124,0 m | 126,7  |
| 10.  | Daniela Iraschko-Stolz     | 124,5 m | 126,4  |
|      |                            |         |        |
| 15.  | Svenja Würth               | 120,0 m | 118,1  |
| 17.  | Jacqueline Seifriedsberger | 125,0 m | 114,8  |
| 22.  | Carina Vogt                | 114,0 m | 108,8  |
| 34.  | Anna Rupprecht             | 110,0 m | 092,4  |

##### Einzel
Der Einzelwettbewerb in Lillehammer fand am 12. März 2019 statt.
| Rang | Name                   | Weite 1 | Weite 2 | Punkte |
| ---- | ---------------------- | ------- | ------- | ------ |
| 01.  | Maren Lundby           | 125,5 m | 138,0 m | 271,7  |
| 02.  | Katharina Althaus      | 131,5 m | 132,0 m | 267,7  |
| 03.  | Eva Pinkelnig          | 139,0 m | 128,5 m | 255,9  |
| 04.  | Daniela Iraschko-Stolz | 128,0 m | 124,0 m | 248,7  |
| 05.  | Juliane Seyfarth       | 124,5 m | 126,0 m | 246,0  |
| 06.  | Nika Križnar           | 126,0 m | 119,5 m | 236,8  |
| 07.  | Silje Opseth           | 131,0 m | 125,0 m | 234,4  |
| 08.  | Yūki Itō               | 124,5 m | 123,0 m | 225,1  |
| 09.  | Anna Odine Strøm       | 126,0 m | 112,5 m | 207,2  |
| 10.  | Elena Runggaldier      | 124,5 m | 117,0 m | 205,9  |
| 11.  | Lara Malsiner          | 121,5 m | 124,5 m | 205,7  |
| 12.  | Jerneja Brecl          | 129,5 m | 112,5 m | 203,9  |
| 13.  | Alexandra Kustowa      | 123,5 m | 114,5 m | 202,5  |
| 14.  | Sara Takanashi         | 112,0 m | 114,0 m | 198,8  |
| 15.  | Joséphine Pagnier      | 123,0 m | 111,0 m | 190,6  |

| Rang | Name                     | Weite 1 | Weite 2 | Punkte |
| ---- | ------------------------ | ------- | ------- | ------ |
| 16.  | Daniela Haralambie       | 113,5 m | 123,5 m | 189,1  |
| 17.  | Katra Komar              | 118,5 m | 114,0 m | 188,9  |
| 18.  | Urša Bogataj             | 116,5 m | 115,5 m | 188,3  |
| 18.  | Chiara Hölzl             | 107,5 m | 124,0 m | 188,3  |
| 20.  | Svenja Würth             | 121,5 m | 112,0 m | 186,9  |
| 21.  | Ingebjørg Saglien Bråten | 117,5 m | 113,0 m | 182,3  |
| 22.  | Carina Vogt              | 110,0 m | 113,5 m | 180,1  |
| 23.  | Nozomi Maruyama          | 119,5 m | 108,5 m | 178,8  |
| 24.  | Julia Kykkänen           | 117,5 m | 110,5 m | 176,5  |
| 25.  | Yūka Setō                | 119,5 m | 108,5 m | 172,2  |
| 26.  | Kaori Iwabuchi           | 110,5 m | 114,0 m | 166,5  |
| 27.  | Lidija Jakowlewa         | 109,5 m | 107,5 m | 158,2  |
| 28.  | Kamila Karpiel           | 112,5 m | 104,0 m | 152,9  |
| 29.  | Kinga Rajda              | 109,5 m | 104,0 m | 145,2  |
| 30.  | Sofja Tichonowa          | 120,5 m | 105,0 m | 144,2  |

#### Trondheim
Granåsen Skisenter, HS138

##### Prolog
Der Prolog zum Einzelwettbewerb in Trondheim fand am 13. März 2019 statt.
| Rang | Name                       | Weite   | Punkte |
| ---- | -------------------------- | ------- | ------ |
| 01.  | Maren Lundby               | 128,5 m | 125,5  |
| 02.  | Eva Pinkelnig              | 130,0 m | 123,4  |
| 03.  | Yūki Itō                   | 127,0 m | 118,6  |
| 04.  | Juliane Seyfarth           | 127,0 m | 118,3  |
| 05.  | Katharina Althaus          | 125,0 m | 117,8  |
| 06.  | Silje Opseth               | 126,5 m | 117,7  |
| 07.  | Daniela Iraschko-Stolz     | 125,0 m | 114,8  |
| 08.  | Elena Runggaldier          | 123,0 m | 111,4  |
| 09.  | Chiara Hölzl               | 123,5 m | 111,0  |
| 10.  | Anna Odine Strøm           | 121,5 m | 107,6  |
|      |                            |         |        |
| 16.  | Carina Vogt                | 117,0 m | 098,4  |
| 26.  | Jacqueline Seifriedsberger | 110,0 m | 083,7  |
| 28.  | Svenja Würth               | 109,5 m | 082,4  |
|      |                            |         |        |
| DNS  | Anna Rupprecht             |         |        |

##### Einzel
Der Einzelwettbewerb in Trondheim fand am 14. März 2019 statt. Da dies das erste Weltcupspringen der Frauen in Trondheim war, wurde auch ein neuer Schanzenrekord aufgestellt. Der weiteste Sprung der beiden Tag gelang der Deutschen Juliane Seyfarth im zweiten Durchgang des Wettbewerbs mit 137,5 Metern.
| Rang | Name                   | Weite 1 | Weite 2 | Punkte |
| ---- | ---------------------- | ------- | ------- | ------ |
| 01.  | Maren Lundby           | 133,0 m | 133,5 m | 274,1  |
| 02.  | Juliane Seyfarth       | 131,0 m | 137,5 m | 261,0  |
| 03.  | Eva Pinkelnig          | 132,5 m | 128,0 m | 257,9  |
| 04.  | Daniela Iraschko-Stolz | 127,5 m | 127,5 m | 244,7  |
| 05.  | Katharina Althaus      | 128,0 m | 127,0 m | 244,4  |
| 06.  | Sara Takanashi         | 123,0 m | 125,5 m | 238,7  |
| 07.  | Chiara Hölzl           | 120,0 m | 123,0 m | 234,2  |
| 08.  | Nika Križnar           | 117,5 m | 126,5 m | 220,7  |
| 09.  | Yūki Itō               | 119,5 m | 122,0 m | 220,6  |
| 10.  | Anna Odine Strøm       | 121,0 m | 120,5 m | 219,6  |
| 11.  | Alexandra Kustowa      | 121,0 m | 121,0 m | 218,9  |
| 12.  | Silje Opseth           | 117,5 m | 118,5 m | 209,7  |
| 13.  | Joséphine Pagnier      | 119,5 m | 118,0 m | 209,1  |
| 14.  | Urša Bogataj           | 115,5 m | 120,0 m | 208,1  |
| 15.  | Lara Malsiner          | 115,5 m | 119,5 m | 207,0  |

| Rang | Name                       | Weite 1 | Weite 2 | Punkte |
| ---- | -------------------------- | ------- | ------- | ------ |
| 16.  | Elena Runggaldier          | 119,0 m | 118,5 m | 205,1  |
| 17.  | Carina Vogt                | 118,5 m | 118,0 m | 204,2  |
| 18.  | Jacqueline Seifriedsberger | 116,5 m | 115,5 m | 198,1  |
| 19.  | Nozomi Maruyama            | 111,5 m | 119,5 m | 194,2  |
| 20.  | Julia Kykkänen             | 113,0 m | 114,5 m | 193,8  |
| 21.  | Yūka Setō                  | 115,5 m | 111,5 m | 191,3  |
| 22.  | Katra Komar                | 113,5 m | 112,5 m | 190,4  |
| 23.  | Ingebjørg Saglien Bråten   | 110,5 m | 115,0 m | 185,6  |
| 24.  | Špela Rogelj               | 114,0 m | 113,5 m | 184,4  |
| 25.  | Jerneja Brecl              | 110,0 m | 115,5 m | 180,4  |
| 26.  | Kaori Iwabuchi             | 110,0 m | 109,0 m | 165,6  |
| 27.  | Daniela Haralambie         | 107,5 m | 108,0 m | 165,0  |
| 28.  | Svenja Würth               | 111,0 m | 105,0 m | 163,7  |
| 29.  | Nita Englund               | 106,5 m | 105,5 m | 157,6  |
| 30.  | Maja Vtič                  | 106,0 m | 100,0 m | 145,4  |

### Gesamtwertung
| Rang | Name                       | Punkte |
| ---- | -------------------------- | ------ |
| 01.  | Maren Lundby               | 1144,6 |
| 02.  | Katharina Althaus          | 1088,1 |
| 03.  | Juliane Seyfarth           | 1066,3 |
| 04.  | Daniela Iraschko-Stolz     | 1055,9 |
| 05.  | Eva Pinkelnig              | 1033,8 |
| 06.  | Yūki Itō                   | 0972,2 |
| 07.  | Sara Takanashi             | 0971,1 |
| 08.  | Chiara Hölzl               | 0954,1 |
| 09.  | Nika Križnar               | 0948,7 |
| 10.  | Anna Odine Strøm           | 0938,9 |
| 11.  | Silje Opseth               | 0929,2 |
| 12.  | Alexandra Kustowa          | 0896,2 |
| 13.  | Urša Bogataj               | 0850,4 |
| 14.  | Carina Vogt                | 0846,9 |
| 15.  | Lara Malsiner              | 0845,1 |
| 16.  | Jerneja Brecl              | 0816,4 |
| 17.  | Yūka Setō                  | 0805,9 |
| 18.  | Nozomi Maruyama            | 0803,5 |
| 19.  | Julia Kykkänen             | 0774,3 |
| 20.  | Elena Runggaldier          | 0760,0 |
| 21.  | Svenja Würth               | 0732,7 |
| 22.  | Joséphine Pagnier          | 0723,7 |
| 23.  | Jacqueline Seifriedsberger | 0709,5 |

| Rang | Name                     | Punkte |
| ---- | ------------------------ | ------ |
| 24.  | Daniela Haralambie       | 0680,4 |
| 25.  | Kaori Iwabuchi           | 0678,2 |
| 26.  | Špela Rogelj             | 0652,0 |
| 27.  | Sofja Tichonowa          | 0633,7 |
| 28.  | Ingebjørg Saglien Bråten | 0632,8 |
| 29.  | Katra Komar              | 0607,3 |
| 30.  | Kamila Karpiel           | 0504,0 |
| 31.  | Karolína Indráčková      | 0494,4 |
| 32.  | Nita Englund             | 0472,0 |
| 33.  | Lidija Jakowlewa         | 0462,9 |
| 34.  | Lucile Morat             | 0450,0 |
| 35.  | Maja Vtič                | 0442,5 |
| 36.  | Kinga Rajda              | 0432,2 |
| 37.  | Shihori Ōi               | 0422,3 |
| 38.  | Štěpánka Ptáčková        | 0385,6 |
| 39.  | Xenija Kablukowa         | 0383,6 |
| 40.  | Anna Rupprecht           | 0337,7 |
| 41.  | Zdeňka Pešatová          | 0303,9 |
| 42.  | Ramona Straub            | 0293,8 |
| 43.  | Karoline Røstad          | 0242,3 |
| 44.  | Nina Lussi               | 0241,5 |
| 45.  | Astrid Norstedt          | 0168,0 |
| 46.  | Susanna Forsström        | 0118,1 |